# 田所哲太郎
田所 哲太郎（たどころ てつたろう、1885年9月27日 - 1980年3月20日）は、日本の農学者・化学者。学位は、農学博士・理学博士（東北帝国大学）。 北海道学芸大学・帯広畜産大学・北海道女子短期大学の学長を歴任。

## 来歴
秋田県能代市生まれ。1910年、東北帝国大学農科大学（現・北海道大学農学部）卒業、同大学助手。1911年、同助教授。1919年農学博士の学位を取得。1921年、北海道帝国大学教授。1928年、東北帝国大学より理学博士の学位を取得、学位論文の題は「Sex differences, from the stand-point of biochemistry(生物化學上に於ける性的差異)」。1949年、北海道大学停年退官。同名誉教授。
1949年6月、北海道学芸大学初代学長。北海道第一師範学校学校長兼任（～1951年）。1957年10月、北海道学芸大学を退官。同名誉教授。1958年、帯広畜産大学3代学長。1962年、帯広畜産大学を退官。1963年、北海道女子短期大学初代学長。1975年 北海道女子短期大学を退職。同名誉学長。
1980年、逝去。没後、正三位に叙せられた。
北海道大学理学部と北海道学芸大学の創立に関与し、大学行政にも貢献した。実業家の山下太郎と親交があった。研究者としては、農学と化学を横断的に研究し、特に栄養化学、蛋白質化学・食品化学、酵素化学の研究を行い、いわゆる生物化学の発展に貢献した。

## 受賞歴
- 勲二等旭日重光章（1965年）[1]
- 北海道文化賞（1966年）[1]
- 北海道開発功労賞・北海道功労賞（1973年）[1]

## 主著
- 『酵素化學』（丸善）
- 『食品化學』（丸善）
- 『榮養化學』（丸善）
- 『主食イモの化學と其利用』（地球出版）
- 『現代科学と技術教育』（風間書房）
- 『酪農製品:読本』（春秋社）
- 『酪農化学シリーズ全10巻』（明文堂）

など多数